# Saxån
Saxån er et vandløb i det vestlige Skåne i Sverige. Længden er omkring 43 km og afvandingsområdet omkring 360 km². Saxån udspringer i nærheden af Trolleholm slott i Svalöv kommun og flyder først som en bæk mod syd ind i Eslövs kommun. Ved Trollenäs landsby, 5 km vest for Eslöv, løber Gullarpsån til, og her har den egentlige Saxån sin begyndelse. Åen drejer nu mod vest og løber forbi Marieholm mod Teckomatorp i Svalöv kommun.
Saxån løber mod sydvest ved Teckomatorp og udgør over en 8 km lang strækning kommunegrænsen mellem Landskrona kommun og Kävlinge kommun. Åen er fortsat temmelig smal. Ved Dösjebro løber Välabækken ud i Saxån, der strømmer de sidste ti km mod nordvest. Tre kilometer før udmundingen løber den lidt mindre Braån ud i Saxån, der bliver betydeligt bredere. Derefter passerer åen Häljarp, hvor den er bred, og løber ud i den nordlige del af Lundåkrabugten.
Saxåens udmunder i Lundåkrebugten i et delta med de to flade øer Koön og Saxön og en sandbanke, der er opbygget af havstrømme og vind. Tidligere var åen sejlbar for skibe til Tågerup(55°51′22″N 12°57′7″Ø / 55.85611°N 12.95194°Ø), og med mindre både til Marieholm(55°51′39″N 13°10′26″Ø / 55.86083°N 13.17389°Ø), imidlertid kan deltaet nu kun krydses af små både og kanoer.
Større tilløb er Braån (30 km) og Välabækken (14 km).

## Fauna
Åen er levested for en del rødlistede arter: isfugle, karpefisk (latin: Gobio gobio og Barbatula barbatula), tykskallet malermusling (latin: Unio crassus), ål og billen (latin: Hydraena pulchella). I perioden maj til november vandrer havørreder op i Saxåen for at gyde. Om vinteren overvintrer rovfugle langs åen og ved udløbet.
Langs åen er der to naturreservater og flere interessante naturområder: "Flygeltofta ängar" og "Dagstorps mosse".
Flygeltofta ängar Saxån løber ud i Øresund 4 km sydvest for Landskrona over Lundåkrabugten ängar, der er et cirka 60 ha stort naturreservat. Området er meget fladt og oversvømmes fra tid til anden. Her vokser mange salttolerante planter.
Ved udmundingen deler åen sig i to løb omkring Koön. Området nord for øen er naturreservat, der er blevet afgræsset langt tilbage i tiden, hvor der bl.a. vokser harrilgræs, kryb-hvene, strand-asters, strand-trehage og stilket kilebæger (latin: Atriplex pedunculata). Den rødlistede Eng-Byg er genudplantet efter at have været forsvundet. 
På Flygeltofta ängar ruger blandt andet almindelig ryle, klyde og dværgterne (latin: Sternula albifrons).
Syd for udløbet vokser siv og strand-kogleaks.
Hele engområdet er en meget vigtig rasteplads for trækfugle og er af Naturvårdsverket klassificeret som en kystnær lokalitet med international betydning for fuglelivet.